# Wolfgang Knußmann
Wolfgang Knußmann (* 5. Januar 1766; † 18. Januar 1840) war ein deutscher Ebenist und Möbelfabrikant des Empire und Biedermeier in Mainz.

## Familie
Johann Wolfgang Knußmann kam als zweiter Sohn des Mainzer Holzschätzers und Ratsherrn Johann Adam Knußmann und der Anna Maria Görger in der damaligen Residenzstadt von Kurmainz zur Welt. Sei älterer Bruder, Rudolf Franz Knußmann (28. Dezember 1755–10. März 1805), war Gürtler-Meister mit eigener Meisterwerkstatt zu Mainz. 1795 fertigte Wolfgang Knußmann sein Meisterstück und wurde Mitte des Jahres als Schreinermeister in Mainz zugelassen, wo er mit dem Geld des Vaters eine eigene Meisterwerkstatt gründete. Am 30. Oktober 1796 heiratete Knußmann Karoline Wendler. Am 16. Oktober 1797 kam der Stammhalter Friedrich Christoph Knußmann zur Welt. Am 27. April 1799 verstarb Wolfgang Knußmanns Vater Johann Adam in Mainz, im Alter von 74 Jahren. 1814, am 14. November, übernahm Wolfgang Knußmann die Patenschaft für seinen Großneffen Johann Wolfgang Knußmann II. Dieser wurde als Gürtler wie als Schreiner ausgebildet, nutzte seine Wanderjahre jedoch dazu, sich auf Bronzeguss zu spezialisieren, und gründete 1838 eine Bronzewarenfabrik, deren Stammwerk in Mainz, deren Filialwerk in St. Petersburg in Russland lag, was zwischen 1838 und 1860 für hohe Exporte von Knußmann Möbeln und Bronzeprodukten nach Russland sorgte.

## Politische Zustände
1797 wurde Mainz zum zweiten Mal von Frankreich besetzt. Durch den Friedensvertrag von Lunéville wurde Mainz offiziell Teil Frankreichs, dessen Grenze damals der Rhein bildete. Alle Mitglieder der Familie Knußmann wurden damit zu französischen Staatsangehörigen. Am 25. Februar 1803 löste sich das Heilige Römische Reich Deutscher Nation mittels des sog. Reichsdeputationshauptschluss auf. Am 2. Dezember 1804 wurde Napoleon Bonaparte Kaiser von Frankreich. Zwei Monate zuvor hielt sich Napoleon, noch Erster Konsul, zwei Wochen (20. September – 3. Oktober 1804) in Mainz auf. Wegen der zahlreichen Kriege seit der Französischen Revolution lag die Wirtschaft Europas, speziell im besetzten Teil Deutschlands und in ganz Frankreich, darnieder. Deshalb unternahm Napoleon, als Herrscher Frankreichs, 1804 zahlreiche Bemühungen, die Wirtschaft zu stabilisieren und die Steuereinnahmen zu erhöhen. Sein Innenminister, Graf Jean-Baptiste Nompère de Champagny, war 1804 mit Napoleon in Mainz, wo sie die Werkstatt Wolfgang Knußmanns besuchten und für Napoleon zu dessen geplanter Kaiserkrönung ein komplettes Schlafzimmer im Stil des Empire bei Knußmann in Auftrag gaben. Danach galt Knußmann, solange Napoleon herrschte, als dessen Hoflieferant. Im Juli 1806 wurde in Paris der Rheinbund gegründet, einerseits um die deutschen Mittel- und Kleinstaaten politisch-militärisch enger an Frankreich zu binden, aber auch, um den zollfreien Raum zu vergrößern, innerhalb dessen französische Waren nun zollfrei eingeführt werden konnten, so auch Möbel aus der Werkstatt Knußmanns. Da die damalige Hansestadt Lübeck zum Rheinbund gehörte, war es Knußmann ab 1806 möglich, seine Möbel auch nach Russland, u. a. an den Hof des Zaren in Sankt Petersburg zu liefern. Die Jahre von 1806 bis 1811 waren, trotz der Kriege Napoleons, für Wolfgang Knußmanns Werkstatt eine Zeit wachsenden Wohlstands. Im Zusammenhang mit der von Napoleon verfügten Kontinentalsperre kam es zum Bruch zwischen Frankreich und Russland, weshalb gegen Ende 1811 die Exporte aus Deutschland nach Russland eingestellt wurden und Napoleon für seinen Russlandfeldzug 1812 rüstete. Napoleons krachende Niederlage im Winter 1812/13 in Russland, die Vernichtung seiner Grande Armée, lösten im besetzten Deutschland die sog. Befreiungskriege aus. Aus diesem Grund floh Wolfgang Knußmanns Sohn Friedrich aus dem Priesterseminar, wo er zum Geistlichen ausgebildet werden sollte, und schloss sich einem Freikorps an, um zu helfen Napoleon zu verjagen. 1814, nachdem Napoleon besiegt im Exil auf Elba weilte, wurde die Mainzer Handwerkerinnung wieder aufgebaut und Wolfgang Knußmann als Schriftführer in den Vorstand gewählt. Diese Funktion behielt er, wie seinen Sitz im Mainzer Stadtrat, bis zu seinem Tod 1840 inne.

## Wirken als Ebenist und Möbelfabrikant
1815 verließ Wolfgang Knußmanns Sohn Friedrich die Freischärler und begann im väterlichen Betrieb eine Schreinerlehre. 1816 nahm Wolfgang Knußmann erstmals an der Frankfurter Messe teil. Nach Ende der großen Hungersnot von 1816/17, das Jahr ohne Sommer genannt, deren Auswirkungen bis um 1820 anhielten, gelang es Knußmann ab 1822 – nicht zuletzt dank der Beziehungen seiner Familie zu den Adelshäusern von Sickingen und von Schönborn – nennenswerte Aufträge für neue Möbel aus dem südwestdeutschen wie europäischem Adel zu erhalten. Diese Aufträge in den 1820er Jahren führten dazu, dass Knußmann mehr Mitarbeiter beschäftigen musste, und zahlreiche Aufträge gemeinsam mit dem von seinem Neffen Johann Baptist Knußmann geführten Gürtlerei-Meisterbetrieb abarbeitete. 1830 wurde Sohn Friedrich als Teilhaber und künftiger Firmenschaf in die Meisterwerkstatt aufgenommen, die dabei war, sich zu einer Möbelfabrik zu entwickeln. Nachdem 1833 Wolfgang Knußmanns Tochter Anna den Vorarbeiter Heinrich Kähler geheiratet hatte, wurde dieser im selben Jahr ebenfalls als Teilhaber in den Handwerksbetrieb aufgenommen. Ab 1834 war der Betrieb nicht länger eine Meisterwerkstatt, sondern firmierte als Möbelfabrik. Etwa zeitgleich setzte der Einsatz technischer Hilfsmittel, etwa von Dampfmaschinen, Furniersägemaschinen etc., ein, was den Herstellprozess veränderte, weg von langjährig ausgebildetem Fachpersonal, hin zu angelernten Arbeitern, die nur noch für jeweils einzelne Arbeitsschritte verantwortlich waren, statt wie zuvor ein Möbel von A bis Z herzustellen. In den 1830er Jahren erhielt Wolfgang Knußmanns Möbelfabrik mehrere prestigeträchtige Aufträge, so baute sie Möbel für Fürst Klemens Wenzel Lothar von Metternich auf Schloss Johannisberg (Rheingau) wie für das neue Stadtschloss Wiesbaden von Herzog Wilhelm I. (Nassau). Für 1837 sind Exporte der Möbelfabrik Knußmann in die USA, nach Russland, alle deutschen Staaten, nach Belgien, Holland und England nachgewiesen. Durch die Gründung der Bronzewarenfabrik Wolfgang Knußmann 1838 weitete und verstetigte sich auch der Export von Möbeln nach Russland erheblich. Auf dem Höhepunkt seines wirtschaftlichen Erfolgs starb Firmengründer Wolfgang Knußmann I. am 18. Januar 1840 in Mainz. Im selben Jahr folgte ihm sein Sohn Friedrich als Haupteigner der Möbelfabrik und als Ratsherr von Mainz.
1847 und 1848 ließ Damian Knußmann, Bruder Wolfgang Knußmann II., seinen künstlichen Blutegel in Frankreich, Österreich, Deutschland und Russland patentieren. Die Nachfrage war umgehend derart groß, dass Damian Knußmann seine Teilhaberschaft an der Bronzewarenfabrik ruhen ließ und eigene Produktionsstätten in Paris, Wien und St. Petersburg gründete. In Mainz wurden die Blutegel in der Fabrik seines Bruders Wolfgang hergestellt. Im Herbst 1861 verkaufte Wolfgang Knußmann II. seine Bronzewarenfabrik an seinen Schwager Ludwig Busch. Obwohl seitdem offiziell Privatier, wirkte Wolfgang Knußmann II. in und für die Möbelfabrik seines Onkels Friedrich Knußmann. Es sind zahlreiche Entwürfe von Möbeln überliefert, die er entwarf und die die Fabrik seines Onkels produzierte. Die Arbeit Wolfgang Knußmann II. für die Möbelfabrik Wolfgang Knußmann war so intensiv und bedeutend, dass Wolfgang Knußmann II. 1868 dafür vom Großherzog von Hessen-Darmstadt mit dem Phillips Ritterorden 1. Klasse ausgezeichnet wurde. Dies führte zu Querelen mit dem angeheirateten Teilhaber Heinrich Kähler und dessen Sohn Wolfgang. Beide setzten durch, dass sich Wolfgang Knußmann II. 1871 vollständig aus der Möbelfabrik, deren Hauptanteilseigner sein Onkel Friedrich Knußmann war, zurückziehen musste. Ohne den international versierten Unternehmer Wolfgang Knußmann II. war der wirtschaftliche Niedergang der Möbelfabrik nicht aufzuhalten. Bereits Ende 1873 mussten Friedrich Knußmann und Wolfgang Kähler die Entscheidung zur Aufgabe der Fabrik treffen, die per 30. Juni 1874 an ein Mainzer Konkurrenzunternehmen verkauft wurde. Da der Käufer nur an der Fabrik selbst und den Maschinen interessiert war, hörte mit diesem Tag die Wolfgang Knußmann Möbelfabrik auf zu existieren. Damit endete die über Jahrzehnte erfolgreiche Geschichte der 1795 als Schreinerwerkstatt gegründeten Fabrik 79 Jahre nach Gründung.

## Bedeutung und Wertung
Dass die von Wolfgang Knußmann gebauten, teilweise auch selbst entworfenen Möbel sich zur Zeit des Biedermeier und Historismus großer Beliebtheit und Nachfrage erfreuten, ist darauf zurückzuführen, dass Wolfgang Knußmann zahlreiche hochadlige Kunden im In- und Ausland gewinnen konnte, die über die nötigen Mittel verfügten, seine in höchster Qualität gefertigten Möbel bezahlen zu können. Die damals produzierten Möbel dienten als Statussymbol. Sie sollten den Reichtum, die Macht und gesellschaftliche Stellung ihrer Besitzer zeigen. Ein Schreibsekretär kostete beispielsweise ungefähr den Gegenwert für ein Mittelklasseauto im 20. Jahrhundert. Selbst ein Sofa von Knußmann kostete das, was heute ein Kleinwagen kostet. Im Lauf seines geschäftlichen Erfolgs konzentrierte sich Knußmann ab Mitte der 1830er Jahre auf die Produktion hochwertiger Stühle, Sessel und Tische. Von Beginn an, also bereits ab 1795, besaß Wolfgang Knußmanns Meisterwerkstatt gegenüber seiner örtlichen und überregionalen Konkurrenz einen entscheidenden Vorteil: Er verfügte über einen eigenen Holzhandel, den sein Vater Johann Adam aufgebaut und seinen beiden Söhnen hinterlassen hatte. Dieser Holzhandel mit später riesigem Lager verschaffte Knußmann einen monetären Vorteil von 30–40 % gegenüber zahlreichen Konkurrenten. Daher konnte Knußmann zeitlebens höchste handwerkliche Qualität und bestes Material günstiger als seine Konkurrenz anbieten. Da er außerdem für zahlreiche zugelieferte Produkte wie Schlösser, Schlüssel, Verzierungen, Beschläge etc. auf die Werkstatt seines Bruders, später seines Neffen zugreifen konnte, war er früher als andere in der Lage, seine Dienstleistungen und Möbel aus einer Hand anzubieten. Nur sein später größter Konkurrent, der Möbelfabrikant Anton Phillip Bembé, ein gelernter Tapezier (Polsterer), war ab Mitte der 1820er Jahre in der Lage, ebenfalls alles aus einer Hand anzubieten sowie für seine Möbel höhere Preise als Knußmann zu fordern. Wolfgang Knußmann, von dem angenommen wird, dass er auf seiner Wanderschaft in Paris und Wien lernte, war in der Lage, dank seiner hochkarätigen adligen und großbürgerlichen Kundschaft, stilbildend zu wirken. War seine Arbeit zwischen 1795 und 1815 maßgeblich vom Empirestil geprägt, gehörte er zwischen 1815 und 1835 zu den maßgeblichen Herstellern stilechter, lupenreiner Biedermeiermöbel, die auf Grund der starken Bezüge zu Frankreich, eine eigene Mainzer Note, wenn man so will einen Stempel eines Mainzer Biedermeierstils, hervorbrachten. Die spätere Phase nach 1835 bis in die Gründerjahre, das, was unter Historismus bzw. Stilpluralismus läuft, wurde außer von Knußmann von zwei örtlichen Konkurrenten mitgeprägt: besagtem Anton Bembé und Wilhelm Kimbel. Während Knußmanns Sohn und Nachfolger Friedrich Knußmann für seine hervorragenden Furnier- und Intarsienarbeiten berühmt war und auf insgesamt drei Weltausstellungen Auszeichnungen erringen konnte, war es sein Neffe Wolfgang Knußmann II., der als Designer für zahlreiche Möbelentwürfe verantwortlich zeichnete und der Fabrik seines Onkels ihre größten Umsätze und Profite mit seinen gefälligen Möbeln bescherte. In seinem Nachlass haben sich eine Reihe seiner Entwürfe und Arbeiten erhalten.